# ボビー・モロー
ボビー・モロー（Bobby Joe Morrow、1935年10月15日 - 2020年5月30日）は、アメリカ合衆国の元陸上競技選手。1956年メルボルンオリンピックでは、短距離で3冠を達成した選手である。

## 経歴
モローはテキサス州の出身で、陸上選手になる前の高校時代はアメリカンフットボールの選手であった。大学に入り陸上の短距離にも取り組むようになり、1955年にはAAU (全米体育協会) 選手権の100ヤードで勝利を収めている。
そして、1956年は、モローにとって最高のシーズンとなる。全米学生選手権、AAU選手権を制し、同年行われたメルボルンオリンピックにはアメリカのスプリントチームの中心選手として出場。最初に100mで金メダルを獲得。次いで200mはオリンピックタイ記録をたたき出し2個目の金メダル。4×100mリレーでは、アンカーとして世界新記録でついに短距離3冠を達成した。
オリンピックの後は、モローは国内では競技を続けていたが、1958年に競技を引退。1960年のオリンピックに向けて一時復帰するも、選考会で敗退し完全に引退した。
2020年5月30日、老衰のため死去。84歳没。

## 主な実績
| 年   | 大会         | 場所                       | 種目    | 結果 | 記録  |
| ---- | ------------ | -------------------------- | ------- | ---- | ----- |
| 1956 | オリンピック | メルボルン(オーストラリア) | 100m    | 1位  | 10秒5 |
| 1956 | オリンピック | メルボルン(オーストラリア) | 200m    | 1位  | 20秒6 |
| 1956 | オリンピック | メルボルン(オーストラリア) | 4×100mR | 1位  | 39秒5 |